# Keizerlijke stad van Thăng Long
Thang Long is de oude naam van Hanoi die de stad heeft gedragen vanaf de regering van de Ly-dynastie in de 11e eeuw. Koning Ly Cong Uan (Lý Công Uẩn) verliet toen de vorige hoofdstad Hoa Lu (Hoa Lư) om naar Dai La (Đại La) te gaan. Volgens de overlevering droomde hij dat er een gouden draak boven de plaats vloog, zodat de plaats werd hernoemd tot Thang Long: "Opstijgende Draak".
Later is de stad Dong Kinh (Ðông Kinh) gaan heten, waarna hij weer Thang Long werd totdat de koninklijke residentie naar Hué verhuisde.
In 2010 is de Centrale Sector van de Keizerlijke Citadel van Thang Long door UNESCO tot werelderfgoed verklaard.